# Liste der Biografien/Luy
Liste der Biografien |
Portal Biografien |
Personensuche
# |
A |
B |
C |
D |
E |
F |
G |
H |
I |
J |
K |
L |
M |
N |
O |
P |
Q |
R |
S |
T |
U |
V |
W |
X |
Y |
Z |
?
 
La |
Lb |
Lc |
Le |
Lg |
Lh |
Li |
Lj |
Ll |
Lm |
Lo |
Lp |
Lt |
Lu |
Lv |
Lw |
Lx |
Ly |
Lz
 
Lua |
Lub |
Luc |
Lud |
Lue |
Luf |
Lug |
Luh |
Lui |
Luj |
Luk |
Lul |
Lum |
Lun |
Luo |
Lup |
Luq |
Lur |
Lus |
Lut |
Luu |
Luv |
Luw |
Lux |
Luy |
Luz
Die Liste der Biografien führt alle Personen auf, die in der deutschsprachigen Wikipedia einen Artikel haben. Dieses ist eine Teilliste mit 46 Einträgen von Personen, deren Namen mit den Buchstaben „Luy“ beginnt.

## Luy
- Luy, André (1927–2005), Schweizer Organist, Kirchenmusiker und Musikpädagoge
- Luy, Hermann (1951–2001), deutscher Fußballspieler
- Luy, Jörg (* 1966), deutscher Veterinärmediziner und Philosoph, Inhaber des ersten deutschen Lehrstuhls für Tierschutz
- Luy, Julius Georg (* 1953), deutscher Diplomat
- Luy, Marc (* 1971), deutscher Bevölkerungswissenschaftler
- Luy, Wolfgang (* 1949), deutscher Bildhauer

### Luyb
- Luyben, Aloysius Franciscus Xaverius (1818–1902), niederländischer Politiker und Richter
- Luyben, Kate (* 1972), kanadische SchauspielerinKate Luyben (* 1972)

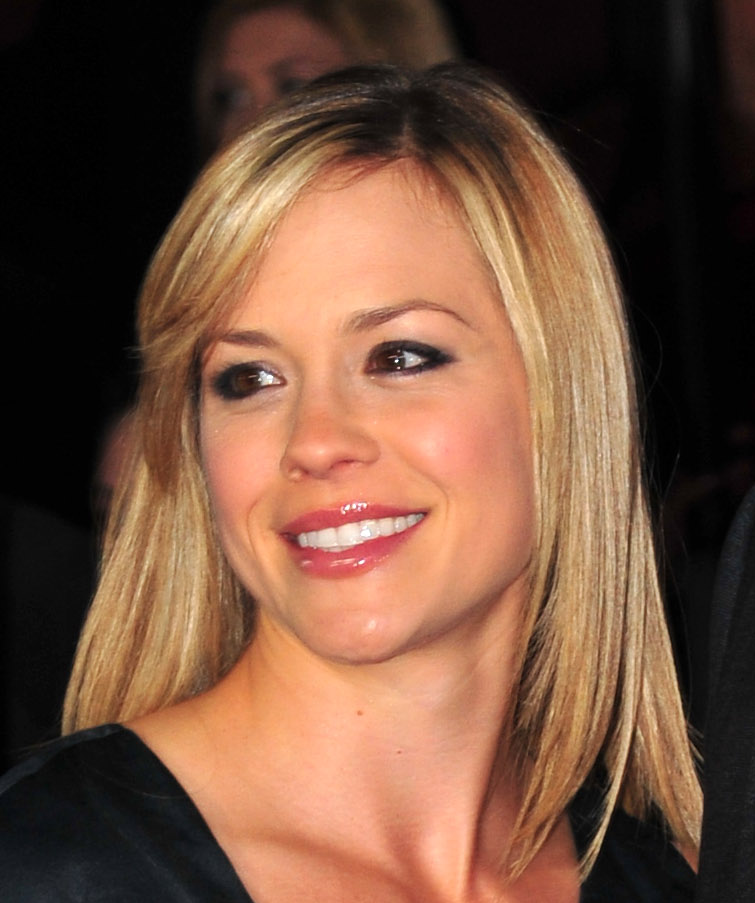
Kate Luyben (* 1972)

- Luybl, Christoph, deutscher Kunstschreiner der Rokoko-Zeit, wohnhaft in Nabburg

### Luyc
- Luyckx, Carstian, flämischer Maler
- Luycx, Frans (1604–1668), flämischer Maler des Barocks
- Luycx, Luc (* 1958), belgischer Designer von Münzen (Münzgestalter)

### Luye
- Luyendijk, Joris (* 1971), niederländischer Sachbuchautor und Auslandskorrespondent
- Luyendyk, Arie (* 1953), niederländischer Autorennfahrer
- Luyendyk, Arie junior (* 1981), niederländischer Rennfahrer
- Luyet, Basile Joseph (1897–1974), Schweizer Ordenspriester, Volkskundler und Pionier der modernen Kryobiologie
- Luyet, Naomi (* 2005), Schweizer Fussballspielerin

### Luyi
- Luyina Kiese, Rosette (* 1989), kongolesische Para-Kugelstoßerin
- Luyindama, Christian (* 1994), kongolesischer Fußballspieler
- Luyindula, Péguy (* 1979), französischer Fußballspieler

### Luyk
- Luyk, Clifford (* 1941), spanisch-US-amerikanischer Basketballspieler und -trainer
- Luyken, Carl (1843–1917), deutscher Druckereibesitzer, Freimaurer und Förderer seiner Stadt
- Luyken, Gerhard (* 1911), deutscher Landrat
- Luyken, Heinrich August (1864–1947), Autor verschiedener Abenteuerromane in Esperanto
- Luyken, Jan (1649–1712), niederländischer Dichter, Grafiker und Illustrator
- Luyken, Karl (1874–1947), deutscher Geophysiker
- Luyken, Max (1885–1945), deutscher Landwirt und Politiker (NSDAP), MdR
- Luyken, Otto (1884–1953), deutscher Gärtner und Direktor der „Baumschulen Hesse“ in Weener
- Luyken, Reiner (* 1951), deutscher Journalist

### Luyn
- Luyn, Adrianus Herman van (* 1935), niederländischer Salesianer Don Boscos, emeritierter Bischof von Rotterdam
- Luynenburg, Roelof (1945–2023), niederländischer Ruderer
- Luynes, Charles d’Albert, duc de (1578–1621), Günstling und Berater Ludwigs XIII.Charles d’Albert, duc de Luynes (1578–1621)

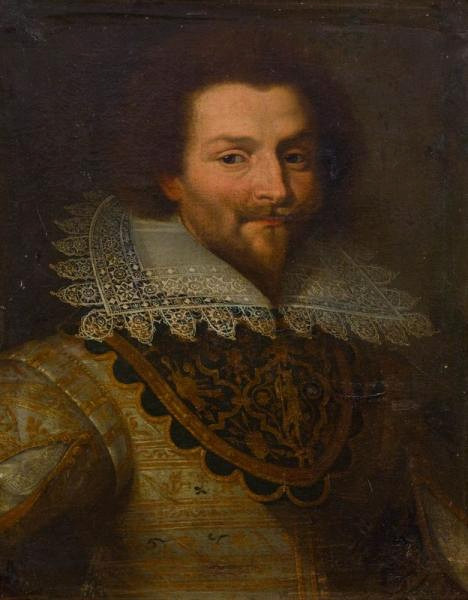
Charles d’Albert, duc de Luynes (1578–1621)

- Luynes, Charles Louis d’Albert de (1717–1771), französischer Adliger und Militär, Gouverneur von Paris
- Luynes, Honoré Théodoric d’Albert de (1802–1867), französischer Herzog und Archäologe
- Luynes, Jeanne Baptiste d’Albert de (1670–1736), Geliebte von König Viktor Amadeus I. von Sardinien-Piemont
- Luynes, Louis Joseph Charles Amable d’Albert de (1748–1807), französischer Politiker und Militär

### Luyp
- Luypaert, Loïck (* 1991), belgischer Hockeyspieler

### Luys
- Luysterman, Arthur (* 1932), belgischer Geistlicher, römisch-katholischer Bischof von Gent

### Luyt
- Luyt, Dennis (* 1963), niederländischer Generalleutnant, Befehlshaber der niederländischen Luftstreitkräfte
- Luyt, Syd (1925–2010), südafrikanischer Marathonläufer
- Luyten, Henri (1873–1954), belgischer Radrennfahrer
- Luyten, Henry (1859–1945), belgischer Maler des Impressionismus
- Luyten, Norbert A. (1909–1986), belgischer Dominikaner und Philosoph
- Luyten, Willem Jacob (1899–1994), niederländischer Astronom
- Luython, Carl († 1620), franko-flämischer Komponist und Kapellmeister der Renaissance
- Luyts, Johannes (1655–1721), niederländischer Mathematiker, Philosoph, Astronom und Physiker